# OK Cowboy
Pour les articles homonymes, voir Cowboy.
Albums de Vitalic
V Live
(2007)
OK Cowboy est le premier album de Vitalic, sorti en 2005.

## Caractéristiques
Sur les pistes possédant des paroles, la voix est générée par un logiciel de synthèse vocale.

## Pistes

### Édition classique
| No  | Titre                                                                  | Durée |
| --- | ---------------------------------------------------------------------- | ----- |
| 0.  | One Billion Dollar Studio (piste cachée nécessitant un retour arrière) | 1:23  |
| 1.  | Polkamatic                                                             | 1:52  |
| 2.  | Poney Part 1                                                           | 5:22  |
| 3.  | My Friend Dario                                                        | 3:37  |
| 4.  | Wooo                                                                   | 3:52  |
| 5.  | La Rock 01                                                             | 5:25  |
| 6.  | The Past                                                               | 4:27  |
| 7.  | No Fun                                                                 | 3:36  |
| 8.  | Poney Part 2                                                           | 5:12  |
| 9.  | Repair Machines                                                        | 3:45  |
| 10. | Newman                                                                 | 4:50  |
| 11. | Trahison                                                               | 4:31  |
| 12. | U And I                                                                | 3:39  |
| 13. | Valletta Fanfares                                                      | 2:24  |

### Édition collector
En juillet 2006 est sortie une édition collector comportant un second CD avec des pistes additionnelles, des remixes et des clips vidéo. Le premier CD est identique à la version originale.
| No  | Titre                                      | Durée |
| --- | ------------------------------------------ | ----- |
| 1.  | Repair Machines (Discomix)                 |       |
| 2.  | You Are My Sun                             |       |
| 3.  | Suicide Commando                           |       |
| 4.  | Juliet India                               |       |
| 5.  | Bells (featuring Linda Lamb)               |       |
| 6.  | Warm Leatherette                           |       |
| 7.  | My Friend Dario (Dima Prefers Newbeat Mix) |       |
| 8.  | Fanfares                                   |       |
| 9.  | Candy                                      |       |
| 10. | One Billion Dollar Studio                  |       |